# Океніт

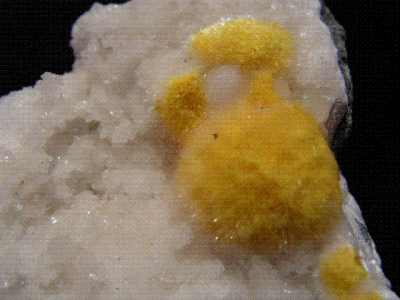
Океніт

Океніт — мінерал.

## Загальний опис
- 1) Мінерал, водний силікат кальцію шаруватої будови.

Хімічна формула: Ca3 [(H2O)2|Si6O15]•4H2O. Містить (%): CaO — 26,32; SiO2 — 56,75; H2O — 16,93.
Сингонія триклінна. Утворює дрібні плоскі кристали та сплутано волокнисті маси. Спайність досконала. Густина 2,28 — 2,33. Твердість 5,5. Колір білий з жовтуватим або голубуватим відтінком. Еластичний. Зустрічається в мигдалинах ефузивних порід основного складу разом з апофілітом, цеолітами та іншими низькотемпературними мінералами.
Рідкісний. Розповсюдження: о. Диско (Ґренландія), Скаут-Гілл (Ірландія), гори Літл-Белт (штат Монтана, США).
За прізвищем нім. природознавця Л. Окена (L.Oken). (Fr. Von Kobell, 1828).
- 2) Зайва назва воластоніту. (Rink, 1848).

Синоніми: бордит, дисклазит.